# Dimargaris oblongispora
Dimargaris oblongispora är en svampart som beskrevs av B.S. Mehrotra & Baijal 1963. Dimargaris oblongispora ingår i släktet Dimargaris och familjen Dimargaritaceae.   Inga underarter finns listade i Catalogue of Life.